# New York State Library

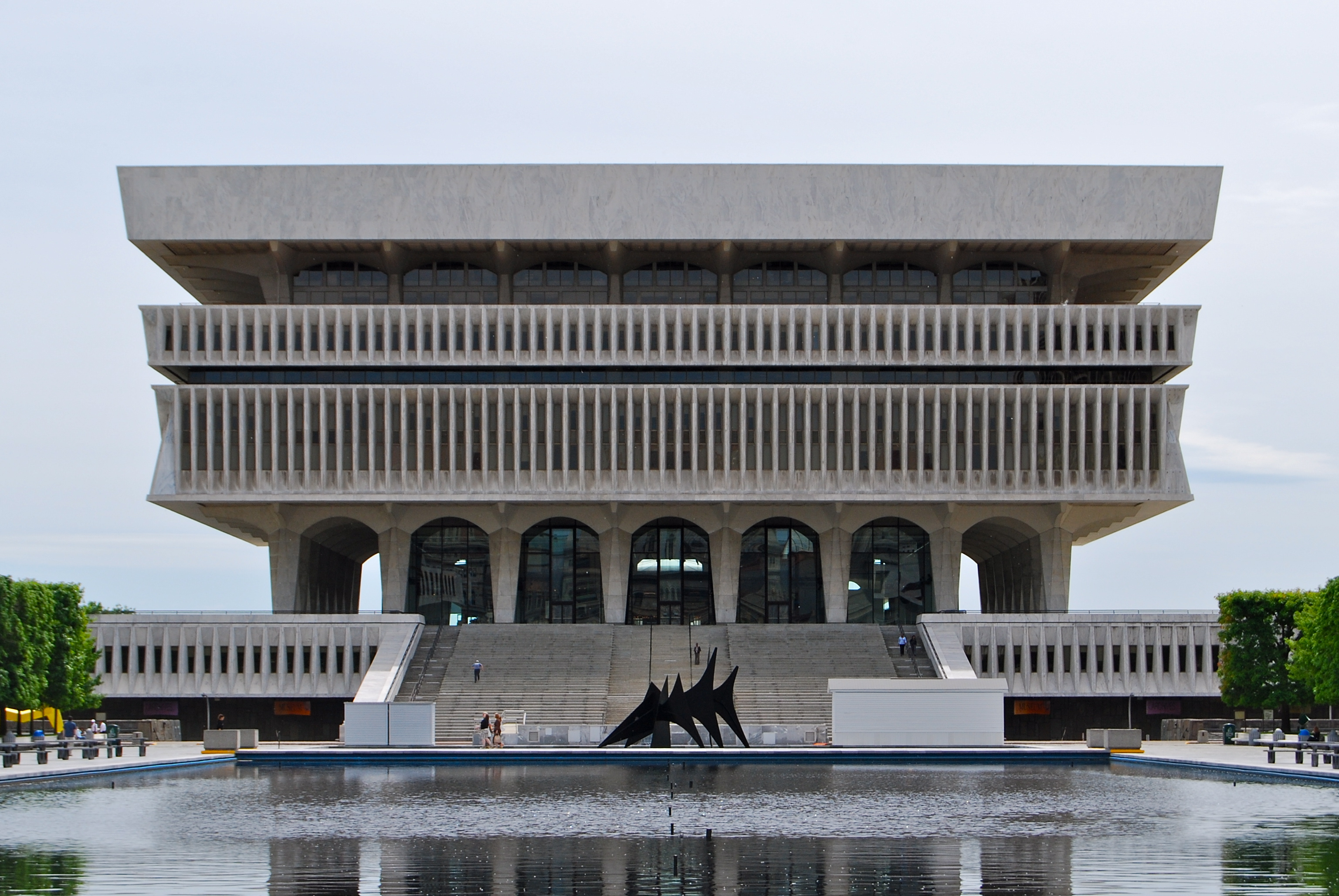
New York State Library (2009)

Die New York State Library ist die Bibliothek des US-Bundesstaates New York in der Hauptstadt Albany. Sie ist genauso wie das New York State Museum und die New York State Archives im Cultural Education Center untergebracht. Sie ist mit einem Bestand von 20 Millionen Medien eine der weltweit größten Bibliotheken.
Die Bibliothek wurde 1818 gegründet. Eine der zentralen Aufgaben war die Repositierung der offiziellen Veröffentlichungen der Regierung des US-Bundesstaates New York. Ein Großteil der Sammlung hat den Schwerpunkt Geschichte und Kultur des Bundesstaates. Ursprünglicher Sitz der Bibliothek war das New York State Capitol. Zahlreiche Dokumente, auch von historischer Bedeutung, wurden jedoch in einem Brand im Capitol 1911 zerstört. Danach zog die Bibliothek in das New York State Education Department Building.
Eine Untereinrichtung der Bibliothek ist die Talking Book and Braille Library (TBBL) für blinde und behinderte Menschen.